# Västerås SOK
Västerås SOK är en skid- och orienteringsklubb i Västerås. Klubben bildades genom en sammanslagning av orienteringssektionerna i Västerås IK och Västerås OK.
Klubben har haft flera orienterare i eliten, bland annat i Elitserien i orientering.